# 牧原镇
牧原镇是中华人民共和国内蒙古自治区呼伦贝尔市牙克石市下辖的一个镇。
2016年4月13日，内蒙古自治区人民政府批复同意撤销牙克石市东兴街道办事处，设置牧原镇。

## 行政区划
牧原镇下辖以下村级行政区划单位：
牧东社区、牧丰社区、牧西社区、牧新社区、牧锦社区、前进达斡尔族村、永兴村和暖泉村。